# Nebulosa de la Quilla
La nebulosa de la Quilla, también llamada nebulosa de Carina, nebulosa de Eta Carinae o NGC 3372, es una gran nebulosa de emisión que rodea varios cúmulos abiertos de estrellas. Entre estas estrellas se encuentran Eta Carinae y HD 93129A, dos de las estrellas más masivas y más luminosas en la Vía Láctea. La nebulosa se encuentra a una distancia estimada de 7700 a 9500 años luz de la Tierra. Se encuentra localizada en la constelación de la Quilla (Carina). Esta nebulosa contiene diversas estrellas tipo O.

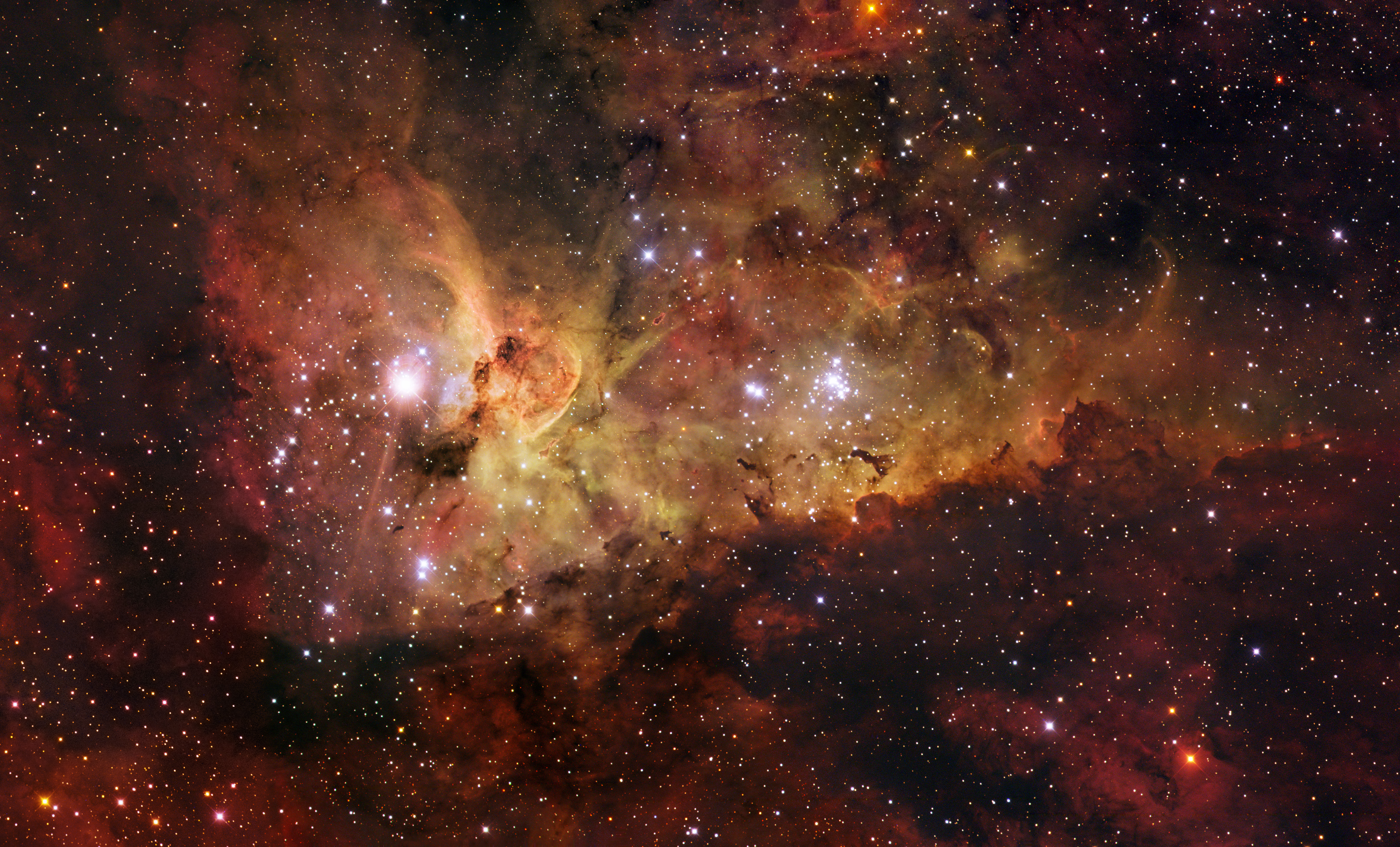
NGC 3372 (nebulosa de Carina) por el ESO.

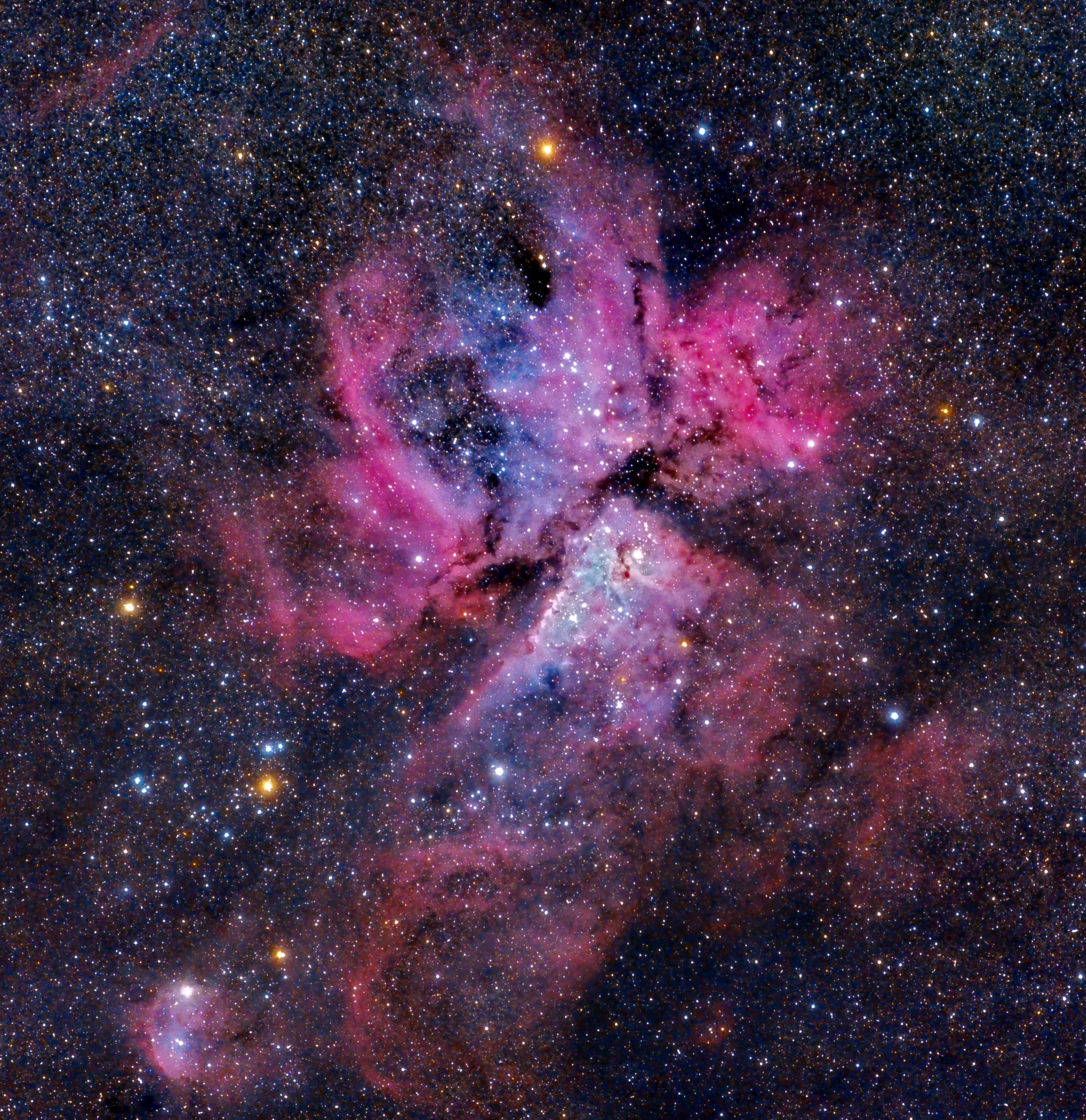
NGC 3372 desde el OALM

La nebulosa de la Quilla es una de las más extensas en el cielo. Aunque es aproximadamente cuatro veces más grande y más brillante que la famosa nebulosa de Orión, NGC 3372 es mucho menos conocida debido a su localización en el hemisferio sur. Fue descubierta en 1751 por Nicolas Louis de Lacaille desde el cabo de Buena Esperanza.
Dentro de esta gran nebulosa se encuentra una característica menor, rodeando a la propia Eta Carinae. Este objeto es conocido como nebulosa del Homúnculo, la cual se cree que fue expulsada en 1841 en una gran explosión que hizo que Eta Carinae se convirtiera brevemente en la segunda estrella más brillante del firmamento.

## Objetos dentro de la nebulosa de la Quilla

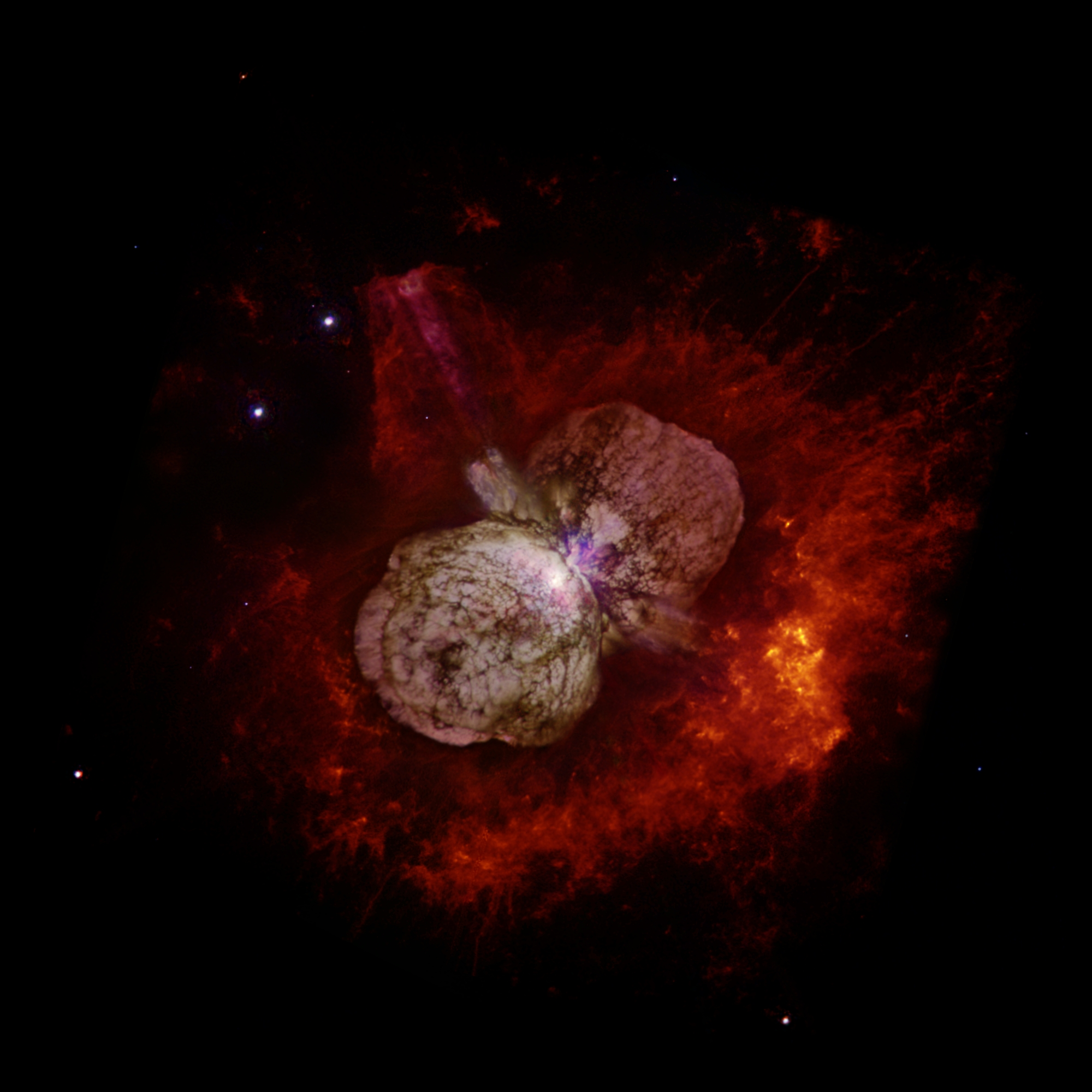
La estrella Eta Carinae rodeada por la nebulosa del Homúnculo, fotografiada por el telescopio espacial Hubble.

### Eta Carinae
Eta Carinae es una estrella hipergigante altamente luminosa. Se le calcula una masa entre 100 y 150 veces la masa del Sol y su luminosidad es cerca de cuatro millones de veces la de este.
Este objeto es actualmente la estrella más masiva que se puede estudiar en gran detalle. Es posible que otras estrellas conocidas tengan masas mayores, así como mayores luminosidades. Sin embargo, los datos disponibles acerca de estas últimas son mucho menos confiables. Hasta el 2006, Eta Carinae era la estrella más luminosa confirmada, basada en datos tomados en un amplio rango de longitudes de onda. Las estrellas con una masa de 80 veces la masa solar producen más de un millón de veces la luz que produce el Sol. Estas estrellas son bastante raras —existen solamente unas pocas docenas en una galaxia del tamaño de la nuestra— y pueden tener finales desastrosos al acercarse al límite de Eddington, en el cual la presión generada hacia fuera debida a su radiación puede ser tan grande como para compensar la fuerza de gravedad. Las estrellas con más de 120 masas solares exceden el límite de Eddington teórico y su gravedad es apenas suficiente para mantener su radiación y su gas, lo cual resulta en una supernova o una hipernova.

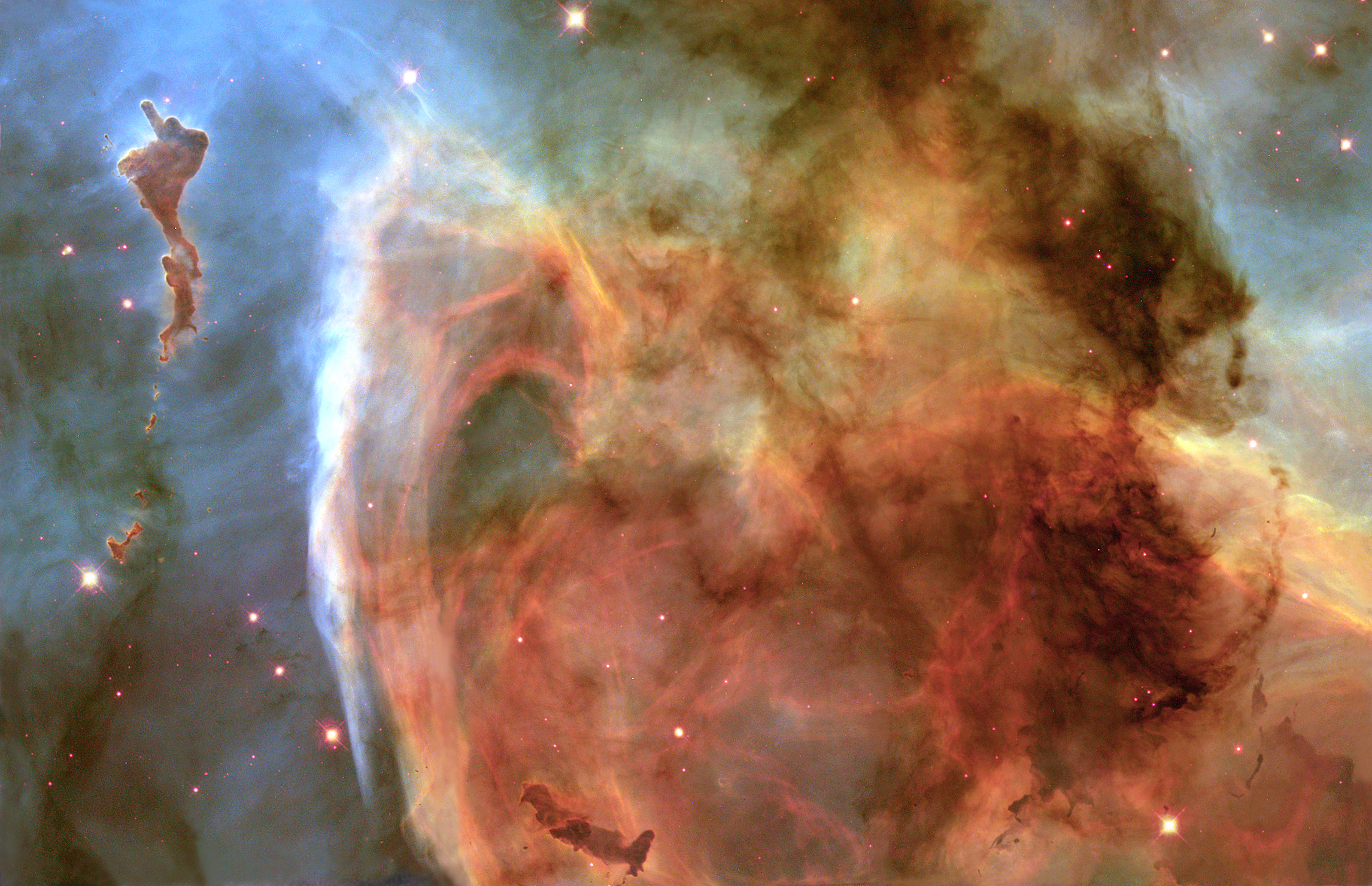
Nebulosa Keyhole observada por el telescopio espacial Hubble.

### Nebulosa Keyhole
Una porción de la nebulosa de Carina es conocida como la nebulosa Keyhole (del inglés «cerradura»). Esta nebulosa es mucho más pequeña y oscura, compuesta por moléculas frías y polvo que contiene filamentos brillantes de gas fluorescente caliente que se contrasta contra la nebulosa más brillante del fondo. El diámetro de la nebulosa Keyhole es de aproximadamente siete años luz.

La Nebulosa Keyhole es la nebulosa oscura en la parte centro-inferior de la imagen